# Толстая кишка
То́лстая кишка́ (лат. intestinum crassum) — нижняя, оконечная часть пищеварительного тракта, а именно нижняя часть кишечника, в которой происходит формирование из пищевой кашицы (химуса) оформленного кала. Является производным задней кишки. Толстая кишка — наиболее широкая часть кишок у млекопитающих, в том числе и человека, располагается в брюшной полости и в полости малого таза, состоит из слепой (caecum), ободочной и прямой кишки.
В дуговой кишке человека различают: восходящую часть, составляющую непосредственное продолжение слепой кишки; поперечно лежащую часть; нисходящую часть, соединяющуюся с прямой кишкой посредством сегмента, образующего изгиб в виде буквы S — flexura sigmoidea seu S romanum. Colon ascendens восходит вертикально, ложась над crista ossi s ilei и прикрывая нижнюю треть почки. Здесь она поворачивает круто и переходит в colon transversum, которая в левом подреберье обыкновенно образует S-образный изгиб, а потом круто загибается вниз и переходит в colon descendens. Flexura sigmoidea образует, в сущности, петлю различной длины и формы и часто глубоко свешивается в малый таз, иногда поднимается вверх, достигая до желудка и печени. Эта часть и colon transversum имеют собственную брыжейку, тогда как нисходящая и восходящие ветви только отчасти прикрыты брюшинным покровом. Местами этот последний образует маленькие листовидные, иногда рассеченные на лопасти, наполненные жиром придатки (appendices epiploicae). Только прямая кишка имеет гладкую внутреннюю поверхность, остальная же часть содержит в стенке на всем своем протяжении три плоских плотных мышечных утолщения (taeniae coli), между которыми стенка представляется вздутой, но вследствие неравномерного развития поперечной мускулатуры эти вздутия рядом поперечных перетяжек (plicae sigmoideae) делятся на многочисленные округлые выступы (haustra coli). Стенка толстой кишки состоит из серозной оболочки (не везде) мышечного слоя. Его продольные волокна образуют вышеупомянутые taeniae coli из слизистой оболочки, не имеющей ворсинок и покрытой цилиндрическим эпителием. В стенке толстой кишки имеются многочисленные либеркюновы железы и лимфатические узлы.
У прочих позвоночных характер толстой кишки носит только конечная выводная часть, физиологически соответствующая прямой, а прочие части носят характер тонких кишок.

## Отделы толстой кишки
У млекопитающих различают несколько отделов толстой кишки:
- слепая кишка (лат. caecum) с червеобразным отростком (лат. appendix vermiformis);
- ободочная кишка (лат. colon) со своими участками:
  - восходящая ободочная кишка (лат. colon ascendens);
  - поперечная ободочная кишка (лат. colon transversum);
  - нисходящая ободочная кишка (лат. colon descendens;
  - сигмовидная кишка (лат. colon sigmoideum) или сигмовидная ободочная кишка;
- прямая кишка, (лат. rectum), с широкой частью — ампулой прямой кишки (лат. ampulla recti), и оконечной сужающейся частью — заднепроходным каналом (лат. canalis analis), которая заканчивается анусом (лат. anus).

### Слепая кишка
Слепа́я кишка́, сесит (лат. Caecum — от греч. typhlon; отсюда воспаление слепой кишки — тифлит) — придаток в месте перехода тонкой кишки в толстую у позвоночных животных.
У ящериц и крокодилов слепая кишка присутствует в зачаточной форме в виде небольшого выступа, а у млекопитающих часто достигает значительных размеров. Птицы имеют две длинные слепые кишки, располагающиеся напротив друг друга. У некоторых неполнозубых (лат. Cycloturus sive Myrmedon) также есть две слепые кишки (у дамана их — три).
Китообразные, хищные, бо́льшая часть летучих мышей имеют небольшую слепую кишку, а у насекомоядных и афросорицид она вообще отсутствует. Напротив, у травоядных животных длина слепой кишки зачастую больше длины тела животного.

#### Червеобразный отросток
Аппендикс (лат. appendix vermiformis синоним: червеобразный отросток, придаток) — придаток слепой кишки. Имеется лишь у некоторых млекопитающих (в частности, у кроликов, обезьян, человека). Располагается в правой подвздошной области (ниже печени) и обычно спускается ко входу в малый таз. Иногда располагается позади слепой кишки и, поднимаясь кверху, может достигать печени. Имеет узкую полость, которая открывается в слепую кишку отверстием, окруженным маленькой складкой слизистой оболочки — заслонкой. Просвет аппендикса с возрастом может частично или полностью зарастать.
У котов аппендикса нет.
Воспаление аппендикса человека называется аппендицитом.

### Ободочная кишка
Ободо́чная кишка́ (лат. colon) — основной отдел толстой кишки, является продолжением слепой кишки и переходит в прямую кишку.
Ободочная кишка не принимает непосредственного участия в пищеварении. Но в ней осуществляется всасывание большого количества воды и электролитов. Относительно жидкий химус, попадающий из тонкой кишки (через слепую кишку) в ободочную, превращается в более твёрдый кал.

#### Восходящая ободочная кишка
Восходя́щая ободо́чная кишка́ (лат. colon ascendens) — начальный отдел ободочной кишки (являющейся, в свою очередь, отделом толстой кишки), продолжение слепой кишки. Дальнейшим продолжением восходящей ободочной кишки является поперечная ободочная кишка. Восходящая ободочная кишка также не принимает непосредственного участия в пищеварении. Её функции как и других отделов толстой кишки, заключаются во всасывании воды и электролитов, чтобы относительно жидкий химус, попадающий из тонкой кишки в толстую, превращался в более густой кал.

#### Поперечная ободочная кишка
Попере́чная ободо́чная кишка́ (лат. colon transversum) — второй отдел ободочной кишки, продолжение восходящей ободочной кишки. Дальнейшим продолжением поперечной ободочной кишки является нисходящая ободочная кишка. В пищеварении участия не принимает, её функции (как и других отделов толстой кишки) заключаются во всасывании воды и электролитов, чтобы относительно жидкий химус, попадающий из тонкой кишки в толстую, превращался в более твёрдый кал.

#### Нисходящая ободочная кишка
Нисходя́щая ободо́чная кишка́ (лат. colon descendens) — третий отдел ободочной кишки (являющейся, в свою очередь, отделом толстой кишки), продолжение поперечной ободочной кишки. Дальнейшим продолжением нисходящей ободочной кишки является сигмовидная ободочная кишка.

#### Сигмовидная кишка
Сигмовидная кишка (лат. colon sigmoideum), реже сигмовидная ободочная кишка — нижняя часть ободочной кишки, переходящая в прямую кишку.
Сигмовидная кишка начинается в области верхней апертуры малого таза и направляется поперечно вправо спереди от крестца. Далее сигмовидная кишка делает разворот влево, затем, достигая срединной линии, направляется книзу и на уровне S3 переходит в прямую кишку. Название «сигмовидная» эта кишка получила в связи со своим S-образным ходом.

### Прямая кишка
Пряма́я кишка́ (лат. rectum) — конечная часть толстой кишки и окончание пищеварительного тракта, расположена в полости малого таза. В ней накапливается кал. Название происходит от того, что спускается вниз без видимых изгибов. Прямой кишкой называется сегмент толстой кишки книзу от сигмовидной ободочной кишки и до ануса (лат. anus), или иначе заднепроходного отверстия, анального отверстия.
Нижняя, узкая часть прямой кишки, проходящая через промежность, и находящаяся дистальнее, ближе к анальному отверстию, называется заднепроходным каналом (лат. canalis analis), верхняя, более широкая, проходящая в области крестца — ампулярной частью прямой кишки, или просто ампулой прямой кишки (лат. ampulla recti, часть кишки между ампулой и дистальной частью сигмовидной кишки — надампулярный отдел).

## Наличие толстой кишки у животных
Толстая кишка явным образом выделяется только у четвероногих (Tetrapoda: наземные и вторично водные позвоночные). У представителей этого надкласса толстый кишечник почти всегда отделяется от тонкого кишечника илеоцекальным клапаном. У многих видов, однако, толстая кишка представляет собой относительно короткий отдел, идущий прямо к анусу, хотя при этом он значительно шире, чем тонкий кишечник. Несмотря на то что слепая кишка есть у большинства амниотов (Amniota — высшие позвоночные), только у млекопитающих толстый кишечник развился в полноценную кишку.
У некоторых маленьких млекопитающих толстый кишечник прямой по форме, как у прочих четвероногих, однако у большинства видов млекопитающих он разделён на восходящие и нисходящие отделы. Отчетливо сформированная поперечная ободочная кишка обычно наблюдается только у приматов, Нн при этом лент ободочной кишки (лат. taeniae coli) и сопутствующих им гаустр (лат. haustra) не наблюдается ни у отряда хищных, ни у жвачных. Прямая кишка млекопитающих (в отличие от однопроходных) происходит от клоаки прочих позвоночных, и, таким образом, не гомологичен с «прямой кишкой» этих видов.
У рыб нет толстого кишечника как такового, а лишь короткая прямая кишка, соединяющая окончание пищеварительного отдела кишечника с клоакой. У акул сюда же входит так называемая ректальная железа, которая выделяет соль для поддержки осмотического баланса с морской водой. Железа по строению в определённой степени напоминает слепую кишку, однако не гомологична ей.

## Микрофлора
Микрофлора кишечника состоит из комплекса различных видов микроорганизмов, которые живут в желудочно-кишечном тракте животных. Главным преимуществом для существа, в котором живут микроорганизмы, является сбор ими энергии в процессе ферментации неусвоенных углеводов и последующее поглощение жирных кислот с короткой цепью. Наиболее важными из них являются бутираты (соли и эфиры масляной кислоты), метаболизированные эпителием кишки (наряду с пропионатами усваиваемыми печенью и ацетатами усваиваемыми мышечной тканью). Бактерии кишечника также играют роль в синтезе витаминов группы В и витамина К и метаболизации желчных кислот, стеринов и ксенобиотиков.
Бактерии производят большую часть микрофлоры ободочной кишки и до 60 % сухой массы кала. Приблизительно от 300 до 1000 различных видов живут в кишечнике, большинство оценок определяют их количество порядке пятисот. Тем не менее существует вероятность того, что 99 % бактерий принадлежат лишь к 30-40 видам. Также к микрофлоре кишечника относятся некоторые виды грибов и простейших, однако об их деятельности известно не много.
Данные исследований позволяют говорить о том, что отношения между микрофлорой и человеком относятся не только к комменсализму (безвредные), а даже скорее к мутуализму. Хотя люди могут выжить без микрофлоры кишечника, микроорганизмы выполняют для владельца множество полезных функций, такие как ферментация неиспользованных энергетических субстратов, поддержка иммунной системы, предотвращение роста вредоносных, патогенных бактерий, регулирование развития кишечника и др. Однако, при определённых условиях, некоторые виды считаются ответственными за вызывание заболеваний путём инфекции, а также за увеличение риска появления злокачественных опухолей.
Почти 100 % бактерий кишечника представляют собой анаэробные микроорганизмы, особенно высокая плотность анаэробных бактерий наблюдается в слепой кишке.

### Состав микрофлоры
В настоящее время не все виды, представляющие микрофлору кишечника, идентифицированы, так как многие из них не могут быть культивированы, и их идентификация затруднительна. Популяции видов в кишке у отдельных носителей могут очень сильно различаться, хотя и остаются для каждого носителя относительно постоянными в течение всей жизни, претерпевая не слишком значительные изменения в связи с изменениями образа жизни, диеты, возрастными изменениями. Предпринимаются попытки составить более полное представление о микрофлоре кишечника, в частности, Национальными институтами здравоохранения США в 2008 году запущен проект по исследованию человеческого микробиома.
Большинство бактерий кишечника принадлежат к родам бактероиды (Bacteroides), клостридии, фузобактерии, Eubacterium, Ruminococcus, Peptococcus, пептострептококки и бифидобактерии. Бактерии других родов, такие как эшерихии (Escherichia) и лактобациллы присутствуют в меньших количествах. Бактерии рода Bacteroides составляют до 30 % всех бактерий кишечника, что заставляет считать их особенно важными для процессов, происходящих в носителе.
Среди известных грибов, составляющих часть микрофлоры, кандида (Candida), Saccharomyces, аспергилл и пеницилл.
В зависимости от состава кишечной флоры люди могут подразделяться на 3 энтеротипа. 